# Mont Ntringui
Le mont Ntringui est le point culminant de l'île d'Anjouan avec 1 595 m d'altitude. Il a donné son nom au parc du Mont Ntringui, un site RAMSAR d'importance internationale de 3 000 hectares créé en 2006.